# ورنس، اندر الوآر
ورنس، اندر الوآر (به فرانسوی: Varennes, Indre-et-Loire) یک کمون در فرانسه است که در Canton of Ligueil واقع شده‌است.

## خصوصیات
ورنس ۱۱٫۰۷ کیلومترمربع مساحت و ۲۳۶ نفر جمعیت دارد.